# Prosper Renard
Prosper Renard (Waver, 30 augustus 1832 - Brussel, 9 december 1906) was een Belgisch kunstverzamelaar.
Van bescheiden komaf betekende een simpele job als bakkersjongen in een Brusselse patisserie de spreekwoordelijke springplank: in enkele jaren tijd wist hij zich op te werken tot meester-bakker en patissier. In 1867 vestigde hij zich als zelfstandig bakker in de Collegialestraat en vanaf 1872 in de Bergstraat 65. Zijn zaak had een uitstekende reputatie. Hij kon met fierheid op het uitstalraam melden dat hij leverancier was van de Graaf en de Gravin van Vlaanderen.
Een groot deel van zijn fortuin investeerde hij in eigentijdse Belgische kunst, die hij doorgaans nog voor niet al te hoge prijzen kon kopen: Théodore Fourmois, Louis Dubois, Willy Finch, Periclès Pantazis maar vooral Guillaume Vogels met wie hij nauw bevriend raakte en van wie hij 82 werken verzamelde.
In 1876 werd Prosper Renard een van de mecenas van de Brusselse avant-garde kunstkring La Chrysalide.
Zijn zoon Jean Renard (1875-1938), die hem in de zaak opvolgde, breidde de verzameling uit.
De collectie is nadien weer verspreid geraakt.